# Arman Tsarukyan
Arman Tsarukyan (Ajalkalaki, Georgia, 11 de octubre de 1996) es un artista marcial mixto armenio que actualmente compite en la división de peso ligero de Ultimate Fighting Championship (UFC). Actualmente está en la posición #2 del ranking de peso ligero y #13 del libra por libra.

## Biografía
Nació en una familia armenia en un pequeño pueblo en Georgia, cerca de la frontera armenia. Su padre, Nairi Tsarukyan, es un empresario, enfocado en el negocio inmobiliario. Es el hermano del medio con un hermano mayor llamado Artur y una hermana menor llamada Isabella. La familia se mudó a Rusia cuando él tenía 3 años de edad en busca de una mejor vida.
En su juventud, tuvo múltiples intereses deportivos. Empezó en el freestyle wrestling y le fue bien en el deporte, pero se interesó en el hockey sobre hielo y continuó jugandólo por diez años. Sin embargo, cuando entró en la adultez, fue obligado a dejar el hockey para ayudar a su padre en los trabajos de construcción.

## Carrera de artes marciales mixtas

### Primeros años
Hizo su debut profesional en las artes marciales mixtas el 25 de septiembre de 2015 contra Shamil Olokhanov y ganó por TKO en el primer asalto. Perdió su siguiente combate contra Alexander Belikh por KO en el primer asalto. Arman continuó luchando por promociones de artes marciales mixtas en Rusia y Asia, ganando sus siguientes 12 combates con 9 finales, incluyendo una victoria por sumisión en el primer asalto contra Belikh para vengar su primera derrota. Consiguió un récord de 13-1 antes de firmar un contrato de cuatro combates con la UFC.

### Ultimate Fighting Championship

#### 2019
Debutó en la UFC contra Islam Makhachev el 20 de abril de 2019, en UFC Fight Night 149. Perdió la pelea por decisión unánime. Esta pelea lo hizo merecedor de su primer premio de Pelea de la Noche.
Tsarukyan enfrentó al canadiense Olivier Aubin-Mercier el 27 de julio de 2019, en UFC 240. Ganó la pelea por decisión unánime.

#### 2020
Se esperaba que Diego Navarro Moya  11 de abril de 2020, en UFC Fight Night: Overeem vs. Harris. Debido a la pandemia de COVID-19, el evento fue pospuesto y la pelea finalmente tuvo lugar el 19 de julio de 2020, en UFC Fight Night 172. Ganó la pelea por decisión unánime.

#### 2021
Se esperaba que Tsarukyan enfrentara a Nasrat Haqparast el 24 de enero de 2021, en UFC 257. Sin embargo, el día del pesaje, Haqparast se retiró del combate por una enfermedad. Como resultado, la promoción negoció un enfrentamiento contra Matt Frevola. Posteriormente, cedió el 20% de su bolsa por no dar el peso, que fue hacía Frevola. Ganó la pelea por decisión unánime.
Tsarukyan enfrentó a Christos Giagos el 18 de septiembre de 2021, en UFC Fight Night 192. Ganó la pelea por TKO en el primer asalto. Esta victoria lo hizo merecedor de su primer premio de Actuación de la Noche.

#### 2022
Tsarukyan enfrentó a Joel Álvarez el 26 de febrero de 2022, en UFC Fight Night 202. Ganó la pelea por TKO en el segundo asalto. Esta victoria lo hizo merecedor de su segundo premio de Actuación de la Noche.
Tsarukyan enfrentó a Mateusz Gamrot el 25 de junio de 2022, en UFC on ESPN 38. Perdió la pelea por decisión unánime. 15 de 22 medios especializados de MMA le dieron la pelea a Tsarukyan. Esta pelea lo hizo merecedor de su segundo premio de Pelea de la Noche.
Tsarukyan enfrentó al ex-campeón de peso ligero de M-1 Damir Ismagulov el 17 de diciembre de 2022, en UFC Fight Night 216. Ganó la pelea por decisión unánime.

#### 2023
Se esperaba que Tsarukyan enfrentara a Renato Moicano el 29 de abril de 2023, en UFC on ESPN 45. Sin embargo, Moicano se retiró por una lesión y la pelea fue cancelada.
Tsarukyan enfrentó a Joaquim Silva el 17 de junio de 2023 en UFC on ESPN 47. Ganó la pelea por TKO en el tercer asalto.
Tsarukyan enfrentó a Beneil Dariush el 2 de diciembre de 2023, en UFC on ESPN 52. Ganó la pelea por KO en el primer asalto. Esta victoria lo hizo merecedor de su tercer premio de Actuación de la Noche.

#### 2024

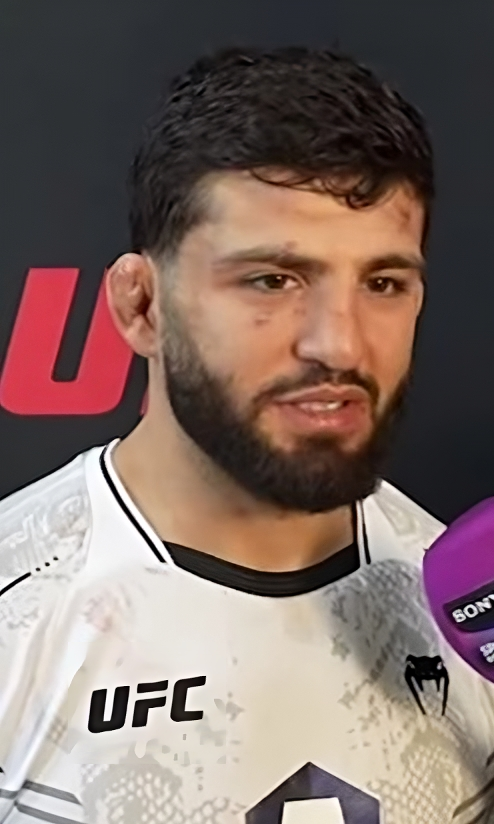
Tsarukyan en 2024

Tsarukyan enfrentó al ex-Campeón Mundial de Peso Ligero de UFC y #1 en el ranking de peso ligero Charles Oliveira en una eliminatoria titular el 13 de abril de 2024, en UFC 300. Ganó la pelea por decisión dividida.

## Vida personal
El 19 de abril de 2019, Arman se casó con su esposa Milena. La pareja tuvo su primera hija a principios de 2020. Su segunda hija nació en 2022. 

## Controversias

### Altercado en UFC 300
Antes de pelear contra Charles Oliveira en UFC 300, Tsarukyan pareció golpear a un fanático mientras caminaba hacia el octágono. Dana White dijo después de UFC 300 que estaba preocupado de que la compañía enfrentara acciones legales por parte del fan involucrado. Pero Tsarukyan y UFC no enfrentaron ninguna acción legal. Sin embargo, la Comisión Atlética del Estado de Nevada (NSAC) se reunió con Tsarukyan el 30 de abril de 2024, para discutir el incidente. Decidieron retener el 20% de su bolsa de pelea ($31,600 de $158,000).
El 25 de junio de 2024, se anunció que Tsaryukan fue multado con $25,000 y suspendido de la competencia durante nueve meses, lo que le permitirá competir el 12 de enero de 2025, a menos que realice un anuncio de servicio público anti-bullying aprobado por la NSAC, lo que reduciría la suspensión a seis meses, permitiéndole competir el 12 de octubre de 2024.
En agosto de 2024, Tsarukyan declaró que no realizaría el anuncio, al su pelea con Makhachev haber sido pospuesta por una lesión de este último.

## Campeonatos y logros

### Artes marciales mixtas
- Ultimate Fighting Championship
  - Pelea de la Noche (Dos veces) vs. Islam Makhachev y  Mateusz Gamrot[34][15]
  - Actuación de la Noche (Tres veces) vs. Christos Giagos, Joel Álvarez y Beneil Dariush[54][30][55]
- FEMFP
  - Campeonato del Peso Ligero de FEMFP (Una vez)

## Récord en artes marciales mixtas
| Récord profesional | Récord profesional | Récord profesional |
| 25 peleas          | 22 victorias       | 3 derrotas         |
| ------------------ | ------------------ | ------------------ |
| Nocaut             | 9                  | 1                  |
| Sumisión           | 5                  | 0                  |
| Decisión           | 8                  | 2                  |

| Resultado | Récord | Oponente              | Método                                    | Evento                                                   | Fecha                    | Ronda | Tiempo | Localización             | Notas                                                                |
| --------- | ------ | --------------------- | ----------------------------------------- | -------------------------------------------------------- | ------------------------ | ----- | ------ | ------------------------ | -------------------------------------------------------------------- |
| Victoria  | 22–3   | Charles Oliveira      | Decisión (dividida)                       | UFC 300                                                  | 13 de abril de 2024      | 3     | 5:00   | Las Vegas, Nevada        | Eliminatoria titular.                                                |
| Victoria  | 21–3   | Beneil Dariush        | KO (rodillazo y golpes)                   | UFC on ESPN: Dariush vs. Tsarukyan                       | 2 de diciembre de 2023   | 1     | 1:04   | Austin, Texas            | Actuación de la Noche.                                               |
| Victoria  | 20–3   | Joaquim Silva         | TKO (golpes)                              | UFC on ESPN: Vettori vs. Cannonier                       | 17 de junio de 2023      | 3     | 3:25   | Las Vegas, Nevada        |                                                                      |
| Victoria  | 19–3   | Damir Ismagulov       | Decisión (unánime)                        | UFC Fight Night: Cannonier vs. Strickland                | 17 de diciembre de 2022  | 3     | 5:00   | Las Vegas, Nevada        |                                                                      |
| Derrota   | 18–3   | Mateusz Gamrot        | Decisión (unánime)                        | UFC on ESPN: Tsarukyan vs. Gamrot                        | 25 de junio de 2022      | 5     | 5:00   | Las Vegas, Nevada        | Pelea de la Noche.                                                   |
| Victoria  | 18–2   | Joel Álvarez          | TKO (golpes)                              | UFC Fight Night: Makhachev vs. Green                     | 26 de febrero de 2022    | 2     | 1:57   | Las Vegas, Nevada        | Actuación de la Noche.                                               |
| Victoria  | 17–2   | Christos Giagos       | TKO (golpes)                              | UFC Fight Night: Smith vs. Spann                         | 18 de septiembre de 2021 | 1     | 2:09   | Las Vegas, Nevada        | Actuación de la Noche.                                               |
| Victoria  | 16–2   | Matt Frevola          | Decisión (unánime)                        | UFC 257                                                  | 24 de enero de 2021      | 3     | 5:00   | Abu Dhabi                | Combate de peso acordado (157 libras). Tsarukyan no alcanzó el peso. |
| Victoria  | 15–2   | Davi Ramos            | Decisión (unánime)                        | UFC Fight Night: Figueiredo vs. Benavidez 2              | 18 de julio de 2020      | 3     | 5:00   | Abu Dhabi                |                                                                      |
| Victoria  | 14–2   | Olivier Aubin-Mercier | Decisión (unánime)                        | UFC 240                                                  | 27 de julio de 2019      | 3     | 5:00   | Edmonton, Alberta        |                                                                      |
| Derrota   | 13–2   | Islam Makhachev       | Decisión (unánime)                        | UFC Fight Night: Overeem vs. Oleinik                     | 20 de abril de 2019      | 3     | 5:00   | San Petersburgo          | Pelea de la Noche.                                                   |
| Victoria  | 13–1   | Felipe Olivieri       | KO (patada a la cabeza)                   | League S-70: Plotforma S-70 2018                         | 22 de agosto de 2018     | 3     | 1:25   | Sochi                    |                                                                      |
| Victoria  | 12–1   | Júnior Assunção       | Decisión (unánime)                        | MFP 220/KLF: Kunlun Fight vs. Modern Fighting Pankration | 26 de mayo de 2018       | 3     | 5:00   | Jabárovsk                | Defendió el Campeonato de Peso Ligero de la FEMFP.                   |
| Victoria  | 11–1   | Haotian Wu            | TKO (patada giratoria al cuerpo y golpes) | Gods of War World MMA Championship                       | 24 de marzo de 2018      | 3     | 0:31   | Beijing                  |                                                                      |
| Victoria  | 10–1   | Takenori Sato         | Decisión (unánime)                        | MFP 214: Governor's Cup 2017                             | 2 de diciembre de 2017   | 3     | 5:00   | Jabárovsk                | Ganó el Campeonato de Peso Ligero de la FEMFP.                       |
| Victoria  | 9–1    | Kyung Pyo Kim         | Decisión (unánime)                        | Road FC 043                                              | 28 de octubre de 2017    | 3     | 5:00   | Seúl                     |                                                                      |
| Victoria  | 8–1    | Márcio Breno          | Sumisión (rear-naked choke)               | League S-70: Plotforma S-70 2017                         | 8 de agosto de 2017      | 1     | 2:54   | Sochi                    | Regreso a peso ligero.                                               |
| Victoria  | 7–1    | Nizamuddin Ramazanov  | Sumisión (rear-naked choke)               | MFP 209: Mayor's Cup 2017                                | 13 de mayo de 2017       | 1     | 2:27   | Jabárovsk                | Debut en peso pluma.                                                 |
| Victoria  | 6–1    | Gustavo Wurlitzer     | Sumisión (rear-naked choke)               | OFS 11: Octagon Fighting Sensation 11                    | 4 de marzo de 2017       | 1     | 3:22   | Moscú                    |                                                                      |
| Victoria  | 5–1    | Alexander Belikh      | Sumisión (guillotine choke)               | MFP: Eastern Rubicon 2                                   | 10 de diciembre de 2016  | 1     | 2:51   | Jabárovsk                |                                                                      |
| Victoria  | 4–1    | Dmitriy Shkrabiy      | TKO (golpes)                              | MFP 204: International Pankration Tournament             | 5 de noviembre de 2016   | 1     | 2:21   | Vladivostok              |                                                                      |
| Victoria  | 3–1    | Alexander Merezhko    | Sumisión (anaconda choke)                 | MFP: Governor's Pankration Cup 2016                      | 21 de octubre de 2016    | 2     | 1:28   | Petropávlovsk-Kamchatski |                                                                      |
| Victoria  | 2–1    | Ali Khaibulaev        | KO (puñetazo)                             | MFP: Cup of Administration in Modern Pankration          | 6 de mayo de 2016        | 1     | 0:33   | Petropávlovsk-Kamchatski |                                                                      |
| Derrota   | 1–1    | Alexander Belikh      | KO (puñetazo)                             | MFP: Eastern Rubicon                                     | 12 de diciembre de 2015  | 1     | 0:30   | Jabárovsk                |                                                                      |
| Victoria  | 1–0    | Shamil Olokhanov      | TKO (golpes)                              | MFP: Assault Nights of Spassk 2015                       | 25 de septiembre de 2015 | 1     | 2:47   | Spassk-Dalny             | Debut en peso ligero.                                                |